# Капілейра
Капілейра (ісп. Capileira) — муніципалітет в Іспанії, у складі автономної спільноти Андалусія, у провінції Гранада. Населення — 574 особа (2021).
Муніципалітет розташований на відстані близько 390 км на південь від Мадрида, 33 км на південний схід від Гранади.

## Демографія
Динаміка населення (INE ):

## Галерея зображень

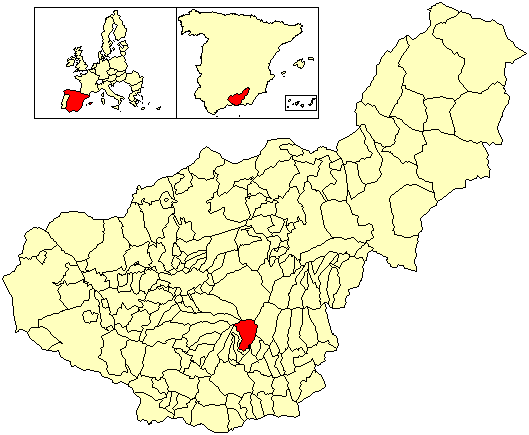
Розташування муніципалітету у провінції Гранада
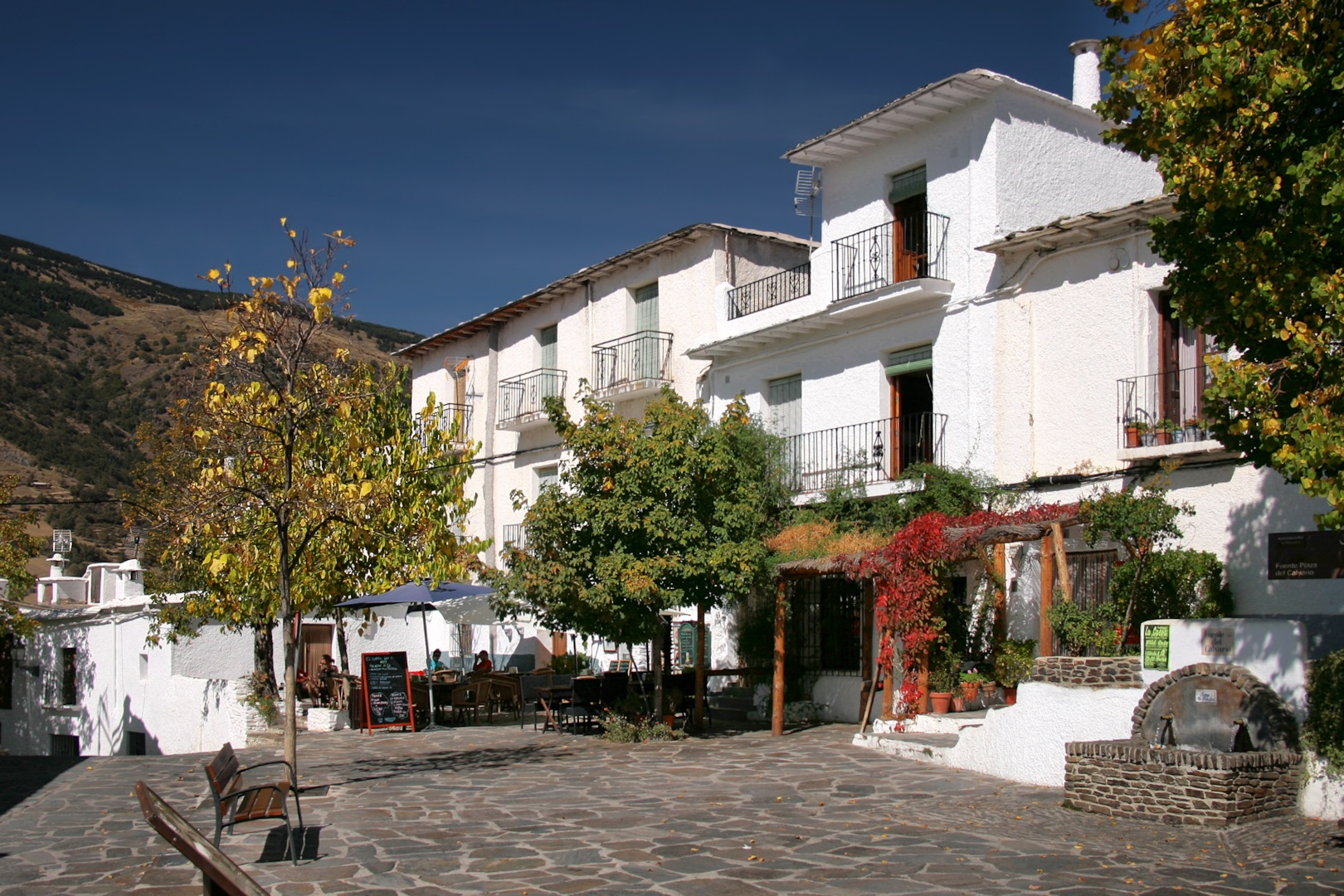
Капілейра (2012)